# Brasura corrigia
Brasura corrigia är en insektsart som beskrevs av Nielson 1991. Brasura corrigia ingår i släktet Brasura och familjen dvärgstritar. Inga underarter finns listade i Catalogue of Life.